# Alfredo Lombardía
Alfredo Álvarez Lombardía (Tudela Veguín, Asturias, 17 de mayo de 1941-Gijón, 11 de noviembre de 2020) fue un futbolista español que jugaba de portero.

## Trayectoria
Sus inicios como futbolista tuvieron lugar en clubes ovetenses como el Confecciones Aro y el Juventud Asturiana, en los que militó entre 1956 y 1959. En la temporada 1959-60 fichó por el Club Siero, equipo con el que debutó en la Tercera División. Después de dos temporadas fue contratado por el Real Gijón, donde jugó un total de diecinueve partidos repartidos en cuatro temporadas, todos ellos en la Segunda División. En su última campaña con los gijoneses no llegó a disputar ningún encuentro, por lo que se incorporó al Caudal Deportivo antes de regresar a la categoría de plata con la R. S. Gimnástica de Torrelavega en la temporada 1967-68.
Tras descender con los cántabros a la Tercera División pasó a jugar en el Real Oviedo, donde permaneció durante seis temporadas en las que consiguió un ascenso a la Primera División y también ser el portero menos batido de Segunda División en la campaña 1971-72. En 1974, tras un nuevo descenso de categoría, fue traspasado al C. D. Ensidesa que militaba en esa temporada en Segunda División, aunque también descendió al final de la misma. En la temporada 1976-77 fichó por el U. P. Langreo, equipo donde decidió abandonar la práctica del fútbol al final de la campaña 1978-79.

## Clubes
| Club                            | País   | Año       |
| ------------------------------- | ------ | --------- |
| Club Siero                      | España | 1959-1961 |
| Real Gijón                      | España | 1961-1965 |
| Caudal Deportivo                | España | 1965-1966 |
| R. S. Gimnástica de Torrelavega | España | 1966-1968 |
| Real Oviedo                     | España | 1968-1974 |
| C. D. Ensidesa                  | España | 1974-1976 |
| U. P. Langreo                   | España | 1976-1979 |